# Лейерстам, Мария

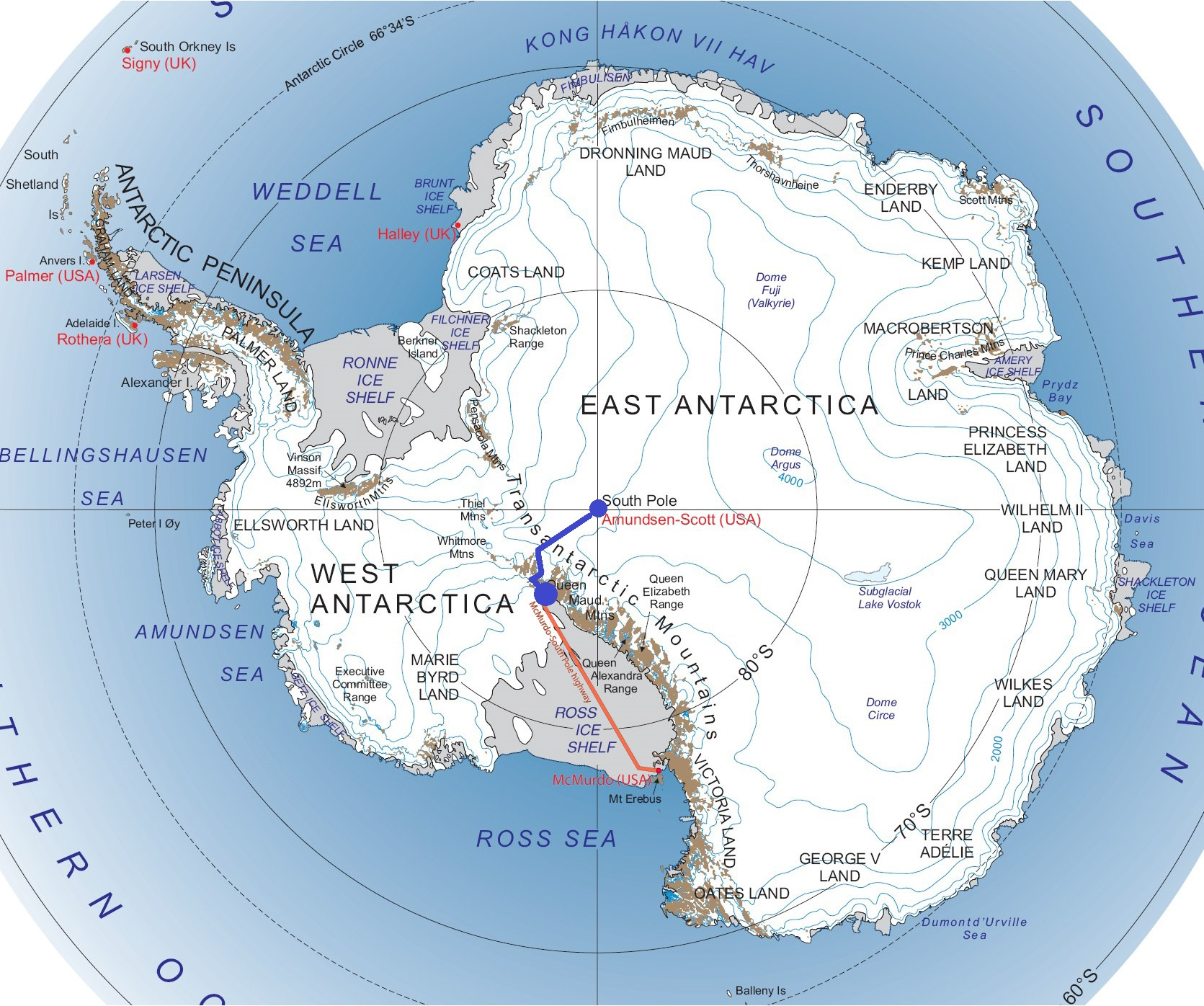
Маршрут Лейерстам (синий) по Трансантарктическому шоссе (красный)

Мария Лейерстам (англ. Maria Leijerstam) — британская путешественница-экстремалка. В 2013 году стала первым человеком, достигшим Южного полюса с края континента на мускулоходе. Лейерстам стартовала на шельфовом леднике Росса на краю Антарктического континента и двигалась на велосипеде-лигераде по 10–17 часов каждый день, достигнув полюса за 10 дней и 15 часов, быстрее, чем любая предыдущая лыжная экспедиция. Общая пройденная дистанция составила 638 км (396 mi).

## Ранние годы
Родилась в июне 1978 года в Абердэре, Уэльс, Великобритания, в семье Адрианны и Андерса Лейерстам. Изучала математику в Плимутском университете. Работала консультантом компаний Siemens, BAE Systems и Ford. Несколько лет она работала в Германии и Швеции, а затем вернулась в Уэльс, где сейчас живет со своим партнером Уэйном Эди, основателем производителя кроссовок Inov-8.

## Спортивные достижения
Во время учебы в Плимутском университете Лейерстам пользовалась спортивными сооружениями Университетского корпуса подготовки офицеров, молодежной организации британской армии, и  увлеклась спортом на открытом воздухе. За эти годы она освоила уличные, водные и зимние виды спорта, включая бег на длинные дистанции (одиночный и двойной марафон, ультрамарафон), альпинизм, пеший туризм и треккинг, лыжный спорт, велосипед, многоборье, греблю на каноэ, парусный спорт и раллийные гонки.
Лейерстам принимала участие в соревнованиях по всему миру. Среди ее достижений - каноэ-марафон Devizes to Westminster International (2014), мультиспортивная приключенческая гонка Patagonian Expedition Race (2013), гонка Rhoose Ski Race (2012), триатлон Ironman UK (2010), ралли Land Rover G4 Challenge (2009), мультигонка Three Peaks Yacht Race (2008) и Turas World Adventure Race (2008).
В 2007 году Лейерстам стала первой валлийской женщиной, завершившей марафон Сабль, где она пробежала шесть марафонов за семь дней, борясь с экстремально высокими температурами. В 2012 году она стала первой женщиной, завершившей Siberian Black Ice Race, гонку на велосипеде по льду Байкала.

## White Ice Cycle

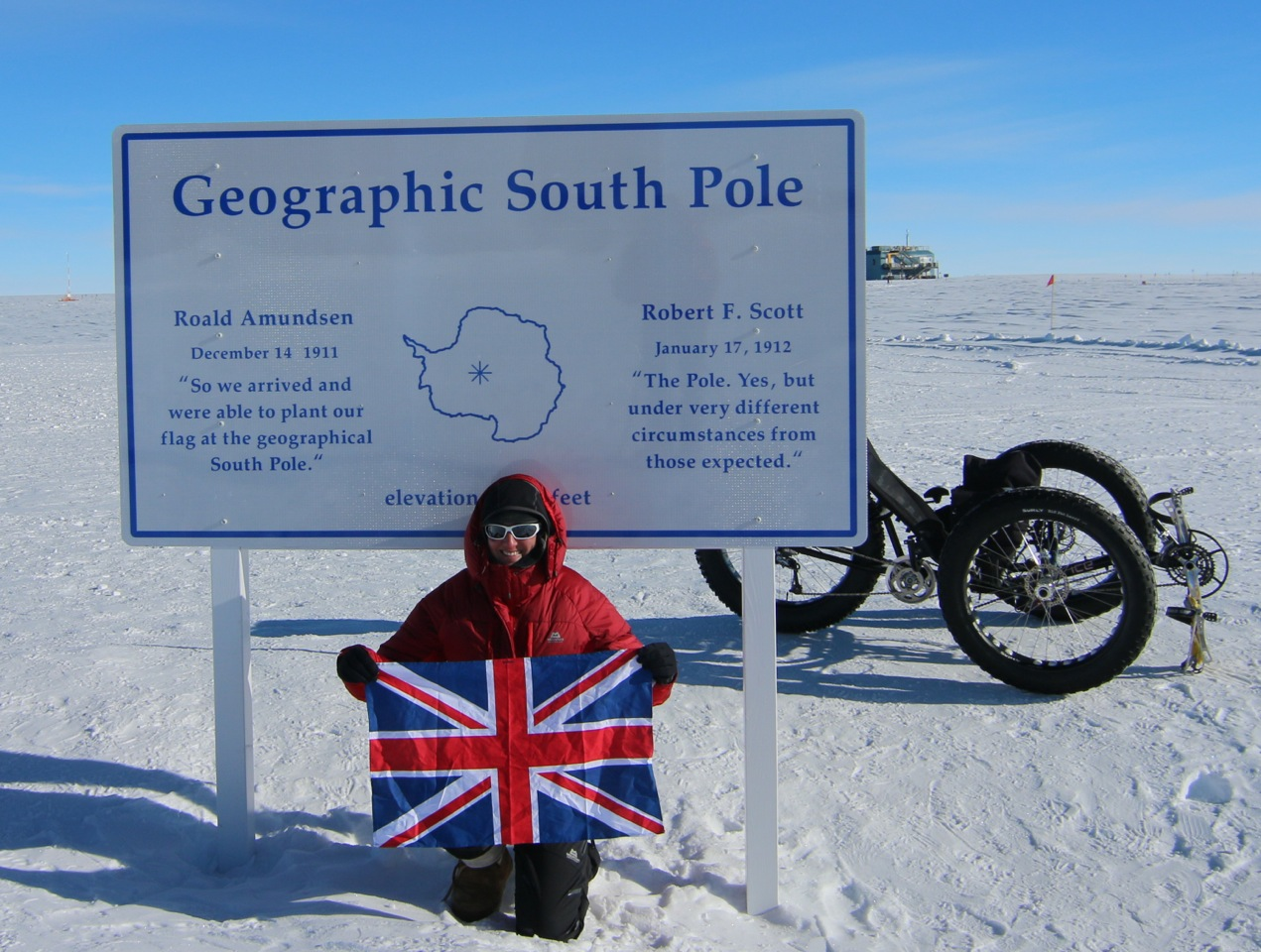
Мария Лейерстам на Южном полюсе

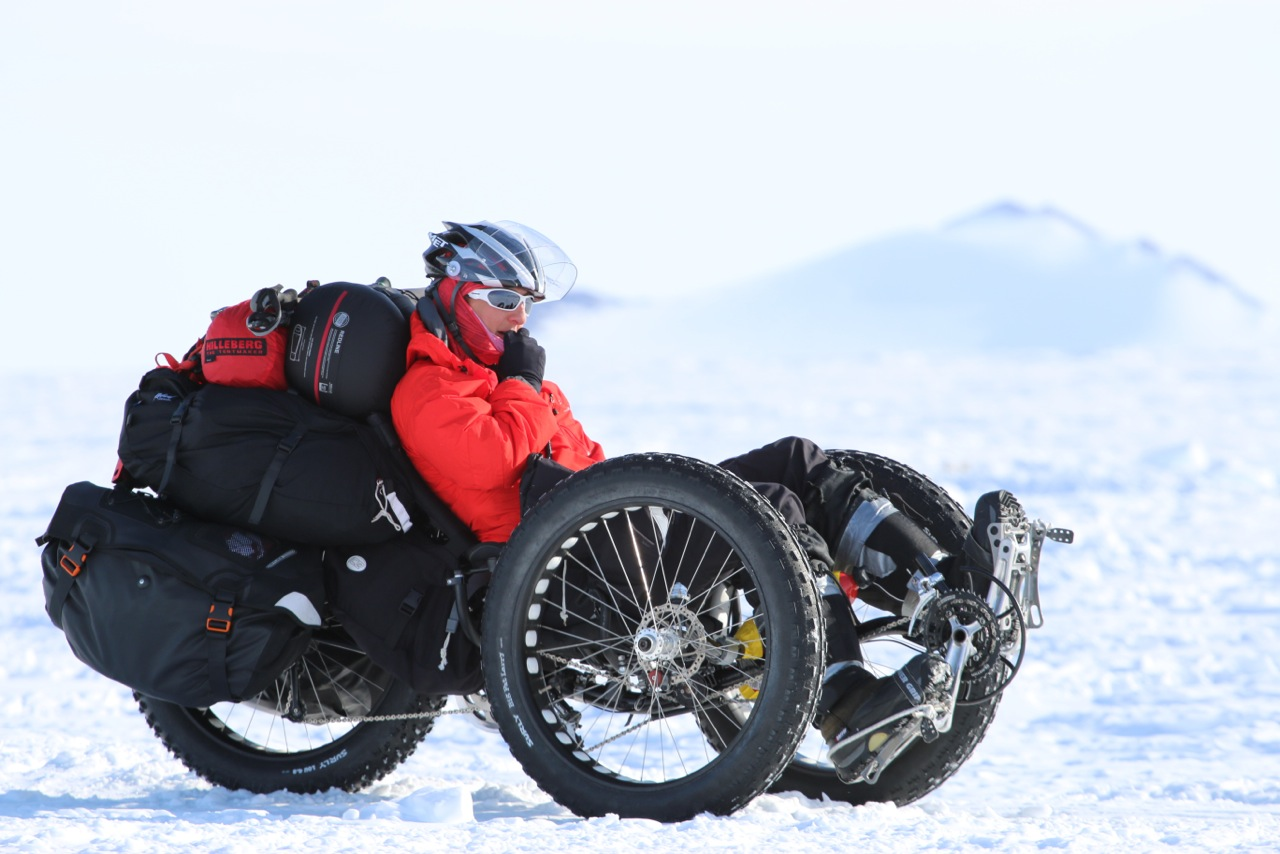
Велосипед в походном положении

В конце 2013 года Лейерстам установила мировой рекорд Гиннеса в экспедиции, известной как «По белому льду на велосипеде» (англ. White Ice Cycle), став первым в мире человеком, достигшим Южного полюса на велосипеде. Ей также принадлежит рекорд самого быстрого путешествия от края Антарктического континента до Южного полюса, используя исключительно мышечную силу.
Лейерстам совершила почти 650 км (400 mi) поход от шельфового ледника Росса на краю Антарктики до Южного полюса всего за 10 дней 14 часов 56 минут. Путь проходил по Шоссе Мак-Мердо — Южный полюс, которое привело её к крутому подъему через Трансантарктические горы, на 2941-метровый ледник Леверетт, и на финишную прямую в виде 500 км (310 mi) по Антарктическому плато. Во время путешествия она сражалась с сильным морозом, крепким ветром и снежными заносами на трассе.
В путешествии использовался серийный трёхколёсный рикамбент под названием Polar Cycle, модернизированный по индивидуальному заказу. Велосипед создала компания Inspired Cycle Engineering (ICE).  Широкие 110мм баллонные шины и измененное переключение передач позволяли Лейерстам преодолевать заструги и подниматься на крутые подъемы. Её соперники (Гранадос, Хуан Менендес и Дэниел Бертон) ехали на стандартных велосипедах, и им потребовалось почти на 4 недели больше, чем Лейерстам, чтобы достичь финиша.

## Внешние ссылки
- Мария Лейерстам на BBC.com
- Мария Лейерстам на сайте guinnessworldrecords.com